# الدعارة في لبنان

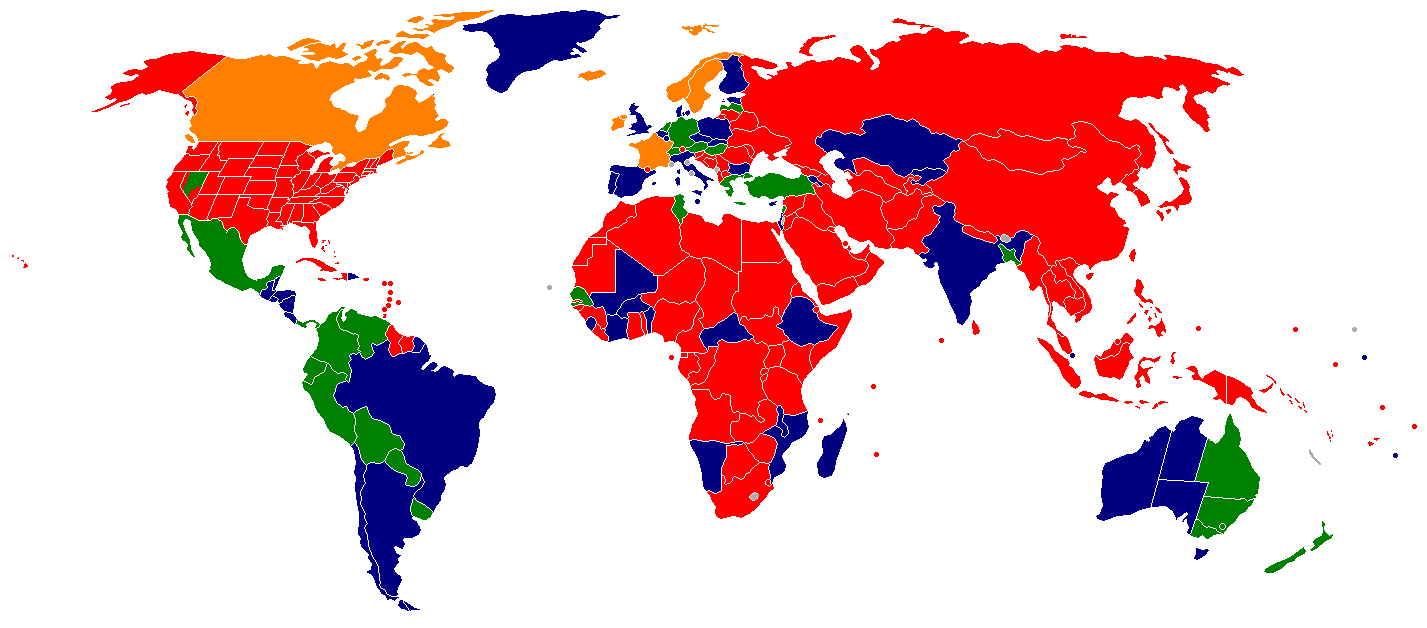
خريطة العالم تظهر الوضع القانوني للدعارة بحسب البلد:
الدعارة قانونية ومنظمة
الدعارة (مبادلة الجنس للمال) قانونية، لكن النشاطات المنظمة مثل بيوت الدعارة والقوادة غير قانونية؛ الدعارة غير منظمة
الدعارة غير قانونية
لا بيانات

الدعارة في لبنان قانونية ومنظمة. فبالرغم من عدم إصدار أي رخصه من عام 1975 إلا أن الدعارة تحدث بكثرة في النوادي الليلية الكبيرة، ولكنها غير قانونية في الشوارع، البارات، الفنادق وبيوت الدعارة.
قضية دعارة الأطفال معروفة ويحاكم عليها الكثير سنويا، ولكن لم يتم اتخاذ التدابير اللازمة لإعادة تأهيل هؤلاء الأحداث. لا يوجد أي توثيق لعدد القضايا.
غالبية العاهرات في لبنان يأتين من خلال الهجرة من الدول العربية. ويتم مراقبة المومسات العاملات في نوادي الكبار عن كثب، ويتم مراقبة الحدود من خلال الأمن العام اللبناني، كما أن إقامات العاهرات لا تتجاوز ستة أشهر، ويتم ترحيلهن إذا تم القبض عليهن بعد انتهاء تصاريحهن ومعظم المومسات في لبنان يدخلن البلاد للعمل في أندية الكبار.
تحارب الدولة بكل أجهزتها مشكلة تهريب البشر للممارسة الجنس.

## نظرة عامة
تحدث دعارة الشوارع في البلد وتكون أكثر المومسات إما لبنانيات أو سوريات. كما تحدث أيضا في البارات خصوصا في منطقة حمراء في بيروت وجونيه. البارات مرخصة، لكن ليست للدعارة. في الغالب يكون في نهاية كل بار غرف سرية وتكون أكثر المومسات في تلك الحالة من المصريات، السوريات والسودانيات اللاتي يعملن تحت إدارة «الأم». تحافظ البارات على رخصها وسريتها عن طريق الرشاوي لقيادة الأجهزة الأمنية.
يتم ممارسة الدعارة أيضا فرديا في الفنادق أو الشقق المأجورة.
تمت ملاحظة ارتفاع نسبة ممارسة دعارة الذكور في لبنان مؤخرا.

### النوادي الليلية الكبيرة
توفر هذه النوادي الأماكن التي يستطيع فيها الزبائن مقابلة المومسات ويتفقوا على تفاصيل اليوم التالي من السعر والمكان بعد فتح زجاجة شامبانيا لأنه ممنوع أي فعل جنسي في نفس يوم اللقاء.
تحصل هذة الأندية على موافقة ضمنية من المديرية العامة للأمن العام الذي يراقب الترتيبات، ويتأكد من أن كل المومسات لا يحملن الجنسية اللبنانية ومن جنسية أخرى. دوام العمل في النادي من الساعة 8 مساءا وحتى 5 صباحا، يرسل المدير الحراس في أي وقت للتأكد من وجود جميع الفتيات في النادي، يجب أن تعيش الفتاة في غرفه في فندق، أو في نفس المبني الذي به النادي. يقسم الوقت كالتالي من:
من الساعة 5 صباحا موعد انتهاء العمل وحتى الساعة 1 ظهرا.
بعد 1 ظهرا تستطيع الفتاة الخروج في الموعد مع الزبائن.
يجب تسجيل هاتف كل زبون ورقم السيارة التي ستصطحب الفتاة في أمن الفندق.
يوجد حوالي 130 نادي في جونيه، أغلب النساء العاملات فيه من شرق أوروبا وشمالي أفريقيا. وفقا لإحصائية أجريت عام 2016، وصل عدد النساء اللاتي دخلن البلاد للعمل في هذه النوادي ما يقرب من 11,284 أي ضعف الرقم في عام 2015. لا تتعدى مدة الفيزا 6 أشهر، ويتم ترحيلها إذا انتهت الفيزا ولم يتم تجديدها.

## تجارة الجنس
تعتبر لبنان مصدر ومحطة نقل للنساء والأطفال من شرق أوروبا إلى باقي دول أوروبا والعالم، حيث تأتي النساء من أوروبا الشرقية وشمال أفريقيا إلى لبنان للعمل في نوادي الترفيهة من خلال فيزا لبنان للفنانين والتي تضمن إعلانات جنسية.
يجبر بعض القواد اللبنانيون السوريين من المثليين والمثليات ومزدوجي التوجه الجنسي والمتحولين جنسياً (اختصاراً: LGBTI) على ممارسة الدعارة.
تمنع قوانين حقوق الإنسان لعام 2011 كل أشكال تجارة البشر، وتبلغ عقوبة التجارة الجنسية إلى السجن لمدة لا تقل عن 15 عاما.

## وصلات خارجية
- الدعارة حسب البلد
- الشرطة تغلث ثلاث بيوت دعارة
- تاريخ الدعارة في لبنان (بالفرنسية)

فيديوهات
- الدعارة في لبنان
- وثائقي عن الدعارة في لبنان
- اضطرار السوريات للعمل في الدعارة للعيش